# Benjamin Quigley
Benjamin Quigley, född 4 juli 1975, är en musiker bosatt i Stockholm. Han spelar främst kontrabas, men också en del andra instrument samt sjunger. Han är främst verksam med bandet Deltahead men förekommer också i andra sammanhang, till exempel med gruppen Exploding Customer. Andra artister han har spelat med är Lars Demian, Pelle Ossler, Thåström, Chesty Morgan och Clark Nova.
Benjamin Quigley har också jobbat med teatermusik på bland annat Riksteatern, Orionteatern, Moderna dansteatern och Västanå Teater.